# 세터 (배구)
세터(Setter)는 배구의 선수 포지션 중 하나로 레프트, 라이트, 센터 포지션의 공격수에게 공을 토스하는 역할을 한다. 세터의 토스웍이 얼마나 안정되고 공격수의 성향을 잘 맞추는지에 따라 게임이 좌우되기도 하기 때문에 흔히 "배구는 세터 놀음"이라고 말하기도 한다.

## 특징
- 세터는 고정 세터, 더블 세터가 있다. 고정 세터는 6명의 선수 중 1명을 세터로 쓰는 경우이고, 더블 세터는 2명의 선수를 세터로 동시에 사용할 수 있는 방식이다. 고정 세터는 포지션이 전위 및 후위에 상관없이 세터를 할 수 있다. 그러나 더블 세터로 활용할 경우 전위에 위치할 경우 공격이 가능하고, 후위에 위치하면 세터의 역할을 하는 것이다.
- 세터는 포지션이 전위일 경우에만 공격 및 토스가 가능하며, 후위에 있을 경우에는 공격을 할 수 없다. 만일 공격을 하게 되면 어택라인 오버 반칙이 선언된다. 후위에 있을 경우에는 블로킹 또한 불가능하며, 공이 네트를 넘어갈 때 손이 조금만 네트를 넘어가도 오버 네트 반칙이 선언된다.
- 세터는 왼손잡이 선수가 보는 경우가 많다. 그 이유는 왼손잡이일 경우 2단 공격이 언제든지 가능하기 때문이다. 공격은 레프트 포지션의 선수에게 토스하고 라이트 포지션의 선수에게는 백토스로 띄우는데, 왼손잡이 세터가 유리하다.

## 저명한 선수
- 대한민국의 유명한 왼손잡이 세터로 김호철, 신영철,  김사니, 이영주가 있다. 대한민국의 라이트 공격수로 유명했던 김세진도 한양대학교 입학하기 전까지는 오른손잡이 세터였다고 하며, 입학 후에는 송만덕 감독의 권유로 왼손을 사용하는 라이트 공격수로 전향하였다.